# Lac des Oiseaux
Lac Des Oiseaux là một đô thị thuộc tỉnh El Tarf, Algérie. Dân số thời điểm năm 2002 là 9.32 người.